# Barbourula busuangensis
Barbourula busuangensis és una espècie d'amfibi anur de la família Bombinatoridae que viu a les Filipines.
Està amenaçada d'extinció per la pèrdua del seu hàbitat natural.